# Kubok SSSR 1984
La Kubok SSSR 1984 fu la 43ª edizione del trofeo. Vide la vittoria finale della Dinamo Mosca, che così conquistò il suo sesto e ultimo titolo.

## Formula
Le squadre partecipanti furono 48 ed erano previsti in tutto sei turni, tutti ad eliminazione diretta; in caso di parità si ricorreva ai Tempi supplementari; in caso di ulteriore parità venivano calciati i Tiri di rigore.
Al primo turno parteciparono solo 32 formazioni: in particolare le 22 della Pervaja Liga 1984, le sei formazioni della Vtoraja Liga che nella stagione precedente avevano raggiunto la finale dei play-off senza aver ottenuto la promozione, le tre formazioni retrocesse dalla Pervaja Liga 1983, e le due neopromosse in Vysšaja Liga (SKA Rostov e Qayrat). Dal secondo turno si aggiunsero le restanti 16 formazioni della Vysšaja Liga 1984.
Fu l'ultima edizione ad essere disputata seguendo lo stesso ritmo del campionato, cioè per anno solare; nel corso dello stesso anno, infatti, cominciò anche l'edizione successiva, che partì nell'estate 1984 e finì nell'estate del 1985.

## Risultati

### Primo turno
Le partite furono disputate il 18 febbraio 1984.
| Squadra 1           | Risultato       | Squadra 2                |
| ------------------- | --------------- | ------------------------ |
| T'orp'edo Kutaisi   | 3 - 1           | Metallurg Lipeck         |
| Tavrija             | 3 - 1           | Dinamo Batumi            |
| SKA Karpaty         | 1 - 0           | Spartak Ordžonikidze     |
| SKA Rostov          | 1 - 0           | Shahter Qaraǵandy        |
| Rotor               | 1 - 2           | Dnepr Mogilëv            |
| CSKA Pamir          | 1 - 1 (4-2 dcr) | Dinamo Kirov             |
| Nistru Kišinëv      | 2 - 0           | Neftyanik Fergana        |
| Metalurh Zaporižžja | 2 - 0           | Kryl'ja Sovetov Kujbyšev |
| Lokomotiv Mosca     | 0 - 2           | Iskra Smolensk           |
| Kuzbass Kemerovo    | 3 - 1           | Zvezda Džizak            |
| Kuban'              | 1 - 0 (dts)     | Irtyš Omsk               |
| Kolos Nikopol'      | 0 - 1           | Znamja Truda             |
| Qairat              | 1 - 1 (4-5 dcr) | SKA Kiev                 |
| Guria Lanchkhuti    | 1 - 2           | Daugava Rīga             |
| Fakel Voronež       | 2 - 1           | Tekstilščik Ivanovo      |
| SKA-Chabarovsk      | 2 - 1 (dts)     | Zorja                    |

### Secondo turno
Le partite furono disputate il 21 e il 22 febbraio 1984.
| Squadra 1      | Risultato   | Squadra 2           |
| -------------- | ----------- | ------------------- |
| Dinamo Mosca   | 1 – 0       | Nistru Kišinëv      |
| Znamja Truda   | 0 – 1       | Ararat              |
| Žalgiris       | 2 – 0 (dts) | CSKA Pamir          |
| Torpedo Mosca  | 3 – 0       | Tavrija             |
| SKA Kiev       | 0 – 2       | Dinamo Tbilisi      |
| Šachtar        | 2 – 0       | T'orp'edo Kutaisi   |
| Paxtakor       | 0 – 1       | Fakel Voronež       |
| Neftçi Baku    | 2 – 4       | SKA Rostov          |
| Metalist       | 2 – 0       | Metalurh Zaporižžja |
| Iskra Smolensk | 0 – 1       | Spartak Mosca       |
| Dinamo Mosca   | 2 – 1       | SKA-Chabarovsk      |
| Dinamo Kiev    | 3 – 1 (dts) | SKA Karpaty         |
| Dnepr Mogilëv  | 0 – 1       | CSKA Mosca          |
| Daugava Rīga   | 0 – 3       | Zenit Leningrado    |
| Čornomorec'    | 3 – 0       | Kuban'              |
| Dnepr          | 3 – 2       | Kuzbass Kemerovo    |

### Ottavi di finale
Le partite furono disputate il 26 e il 27 febbraio 1984.
| Squadra 1        | Risultato       | Squadra 2     |
| ---------------- | --------------- | ------------- |
| Žalgiris         | 0 – 1           | Fakel Voronež |
| Spartak Mosca    | 1 – 0           | SKA Rostov    |
| Metalist         | 1 – 2           | Torpedo Mosca |
| Dinamo Tbilisi   | 0 – 1           | Dinamo Minsk  |
| CSKA Mosca       | 4 – 2 (dts)     | Dinamo Kiev   |
| Čornomorec'      | 1 – 0           | Šachtar       |
| Dnepr            | 1 – 2           | Dinamo Mosca  |
| Zenit Leningrado | 3 – 3 (4-3 dcr) | Ararat        |

### Quarti di finale
Le partite furono disputate tra il 2 marzo e il 28 aprile 1984.
| Squadra 1     | Risultato       | Squadra 2        |
| ------------- | --------------- | ---------------- |
| Dinamo Mosca  | 3 – 1 (dts)     | Čornomorec'      |
| Dinamo Minsk  | 1 – 0           | CSKA Mosca       |
| Torpedo Mosca | 0 – 0 (6-7 dcr) | Zenit Leningrado |
| Fakel Voronež | 2 – 0           | Spartak Mosca    |

### Semifinali
Le partite furono disputate il 6 e il 7 giugno 1984.
| Squadra 1        | Risultato   | Squadra 2     |
| ---------------- | ----------- | ------------- |
| Dinamo Minsk     | 0 - 4       | Dinamo Mosca  |
| Zenit Leningrado | 1 - 0 (dts) | Fakel Voronež |

### Finale
| Mosca 24 giugno 1984, ore ?:?                               | Dinamo Mosca | 2 – 0 (d.t.s.) referto | Zenit Leningrado | Stadio Centrale Lenin (43.500 spett.) |
| \| \| \| \| \| Gazzaev 97’ Borodjuk 116’ \| Marcatori \| \| |              |                        |                  |                                       |
|                                                             |              |                        |                  |                                       |
| Gazzaev 97’ Borodjuk 116’                                   | Marcatori    |                        |                  |                                       |